# 吉岡毅志
吉冈毅志（日语：よしおか たけし、1979年3月22日—）是日本东京都新宿区出生的男演员，过往所属经纪公司为Queen's Ave-α，目前隶属于10-Point。昵称「Takeshi Man」（日语：たけしマン）。

## 生平
吉冈于1997年加入演员工作。他于1998年至1999年，在特摄作品《超人力霸王盖亚》之中饰演男主角高山我梦。在2002年，吉冈曾为限定特摄演员组合「HERO730」的成员之一。他于2007年8月31日离开了Queen's Ave-α。吉冈目前隶属于10-Point经纪公司。他其后于2008年在电影《大决战!超奥特8兄弟》中再度回归饰演“高山我梦／盖亚奥特曼”，得以7年以来首次参演该角色。到了2009年10月10日，吉冈在他的网志内宣布他与FLIP-FLAP成员AIKO结婚。他们其后于2014年10月10日离婚。到了2015年7月4日，吉冈其后在他的网志内宣布与《超人力霸王梅比斯》女演员平田弥里结婚，但兩人已於2018年離婚。

## 演出作品
註：粗體字為主演

### 电视剧
- 《うしろの百太郎》（1997年 - 1998年）
- 《超人力霸王蓋亞》（1998年 - 1999年） - 高山我夢/超人力霸王蓋亞（聲）
- 《戦国自衛隊・関ケ原の戦い》（2006年） - 川越稔（嶋村隊） 役
- 《空姐真命苦》（2006年）
- 《特命係長 只野仁》 第23話（2007年）
- 《甜心戰士 THE LIVE》 第13話（2007年）
- 《花衣夢衣》（2008年）
- 《超人力霸王歐布：始源傳奇》 第8話 - 最終話（2017年2月13日 - 3月13日） - 高山我夢

### 电影
- 《超人力霸王蓋亞：超時空之大決戰》（1999年） -  高山我夢/超人力霸王蓋亞（聲）
- 《大決戰!超人8兄弟》（2008年） - 高山我夢
- 《超人力霸王銀河S：決戰！超人10勇士！》（2015年） -  超人力霸王蓋亞（聲）
- 《集団殺人クラブ Returns》（2003年） - 剛 役
- 《輪舞曲 rondo》（2003年） - 児玉邦彦 役
- 《疾風 Basement Fight》（2003年） - 田中敏幸 役
- 《烈風 Action!?》（2004年） - 田中敏幸 役
- 《Bridge 〜この橋の向こうに〜》（2004年） - 岡野忠 役
- 《HEAT -灼熱-》（2004年） - キム 役
- 《猿飛佐助 闇の軍団》（2004年） - 才蔵 役
- 《猿飛佐助 闇の軍団2》（2005年） - 才蔵 役
- 《難波金融伝・ミナミの帝王31「賠償金の行方」》7/22
- 《HE-LOW》（2018年）
- 《HE-LOW THE SECOND》（2020年）
- 《HE-LOW THE FINA》（2022年）

### 舞台
- 《PROPAGANDA STAGEロミオ&ジュリエット21c》- ロミオ
- 《緞帶騎士》- （2001年）ジャック
- 《コンビニスペクタクル お弁当温めますか?》（2002年）
- 《猫の遺言状》（2002年）
- 《ブルースな日々 あぁガス欠》（2003年）
- 《結婚詐欺株式会社》（2003年、天王洲アートスフィア）
- 《アダムの星》（2003年）
- 《ククラチョフさんは印度人》（2004年）
- 《俺達は天使じゃないよ パンチラインブルース》（2004年）
- 《ピルグリム 〜2005style〜》（2005年）
- 《作者をせかす六人の主人公たち》（2009年2月11 - 15日、東京芸術劇場 中ホール） - バンデス 役
- 《トライフルエンターテインメントプロデュース「The Radio Show Must Go On〜バレルナキケン〜再演+外伝公演!」》（2012年8月28日-9月3日、中野ザ・ポケット）